# Історія освоєння мінеральних ресурсів Швеції

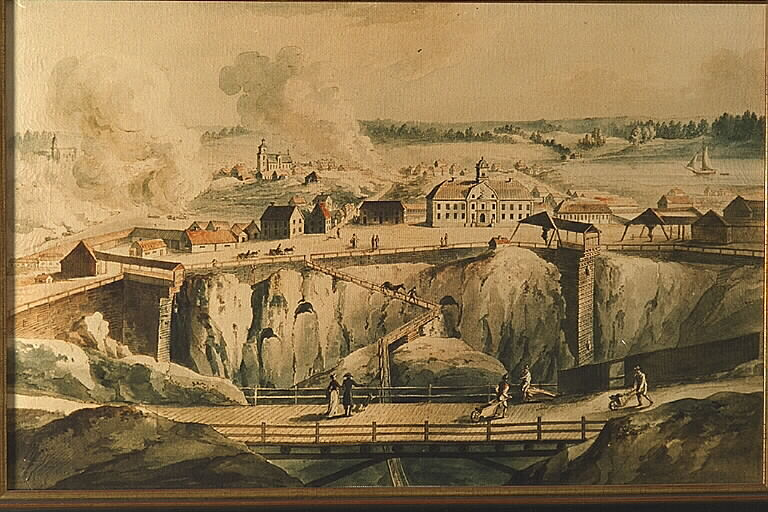
Швеція. "Мідний рудник Коппарберг" (картина Дж. Ф. Мартіна, XVIII ст.)

Історія освоєння мінеральних ресурсів Швеції налічує багато століть. 
У Швеції з давніх часів добували залізо і мідь. У перші століття н. е. болотне й озерне залізо добували в області Смоланд. У XII столітті на острові Готланд і у XIII столітті в провінції Бергслаген залізні руди видобували підземним способом. Шведське залізо, завдяки високій якості руд, мало за середньовіччя великий попит. У кінці XIV століття експорт заліза зі Стокгольма в Любек збільшився з 275 до 900 т на рік, а до кінця XV століття досягав 1300 т на рік. Добувалися також срібні (Сільвберґ) і свинцево-цинкові (Оммеберґ) руди. Важливе місце займало виробництво міді, експорт якої у XV столітті перевищував за вартістю експорт заліза.    
Головний мідний рудник — Стура-Коппарберг (Велика Мідна гора) знаходився в місті Фалун (провінція Бергслаген). Це багате мідне родовище безперервно експлуатувалося понад 650 років і було повністю відпрацьоване тільки на початку 1990-х років. Відкрита розробка поєднувалася з підземними виробками. Зараз рудник перетворений на популярний музей гірництва, він занесений у Список об'єктів Світової спадщини ЮНЕСКО у Швеції. 
Загалом шведське гірництво у XIII–XV століттях розвивалося швидкими темпами. Гірничі виробки сягали довжини 200 м й мали зазвичай розміри перерізу 1,5×1,5 м. Для руйнування порід широко застосовували вогневий метод. В цей час діє гірнича регалія, що давала виключне право на надра шведським монархам, з’являються гірничі статути й привілеї.
У XVI ст. під керівництвом фахівців з Німеччини й Голландії удосконалювалася гірничі та металургійні технології. На перше місце за видобутком руд вийшла область Вермланд. Значно збільшилося виробництво міді і срібла, в гірництві працювало близько 4 % населення країни. У XVII ст. Швеція була головним постачальником заліза і міді на європейському ринку. Розроблялися навіть лапландські мідні родовища (з 1695 року), руду з яких транспортували на північних оленях. Максимальні обсяги видобутку міді досягнуті в 1650 році (3 тис. т).
З 20-х років XVIII століття на гірничих підприємствах впроваджуються різні машини й технічні нововведення (в тому числі водні машини для шахтного підйому). Видобуток срібла становив близько 300 кг на рік і здійснювався на 3 рудниках, найбільший з яких досягав глибини 200 м. Виробництво заліза в першій половині XVIII століття становило близько 35% від світових обсягів (50-60 тис. т на рік). 
З початку XIX ст. починають добувати кобальтові руди. Після відкриття в 1878 році томасівського процесу переділу чавуну, що зробив економічно вигідним використання руд з високим вмістом фосфору, шведська металургія пережила новий великий підйом. Активно розвивалися рудники на родовищах Ґренґесберґ, Кіруна, або Кірунавара, і Елліваре. В XX ст. Швеція залишалась одним зі значних продуцентів залізної руди й руд кольорових металів.
На початку XXI ст. Швеція займає 2-е місце в Європі (з великим відривом після України) за запасами залізних руд; 3-є місце в Європі за запасами руд молібдену і срібла, 4-е місце в Європі за запасами руд міді. Основа гірничодобувної галузі — видобуток металічних копалин. Швеція — один з великих продуцентів залізної руди і руд кольорових металів (міді, свинцю, цинку, срібла) в Європі. В країні діє понад 100 гірничодобувних підприємств, які відрізняються високим рівнем техніки і технології. Разом з тим, частка рудної галузі в загальному обсязі промислового виробництва становить 1,1 % і у валовому внутрішньому продукті 0,3 %. За 1998-2000 роки Швеція стала найактивнішим місцем в Європі, де ведеться розвідка корисних копалин. Якщо у 1996 році тут насамперед вели пошук золота, то в 2006 році на перше місце вийшли розвідка міді, цинку і алмазів. 
Підготовку кадрів гірничо-геологічного профілю на початку XXI століття здійснюють в Королівському технологічному інституті в Стокгольмі (1827 р.) та в Державному університеті міста Лулео (1971 р.).